# Provincie Awa (Tokušima)

Mapa japonských provincií se zvýrazněnou provincií Awa

Provincie Awa (japonsky: 阿波国; Awa no kuni) byla stará japonská provincie na ostrově Šikoku, na jejímž území se dnes rozkládá prefektura Tokušima. Awa sousedila s provinciemi Ijo, Sanuki a Tosa.

## Zajímavosti
Na ostrově Honšú existovala rovněž provincie Awa, ale její název se zapisoval pomocí jiných znaků (安房国).